# すだちポン
すだちポンは、財務省の地方出先機関である四国財務局徳島財務事務所のマスコットである。

## 誕生まで
平成20年以前は徳島市内には、国の出先機関である「徳島財務事務所」と徳島県の出先機関である「徳島財務事務所」の二つがあったが、自動車税等を扱う徳島県の出先機関である「徳島財務事務所」の方が断然知名度が高かった。
そのため、平成20年度に徳島県の出先機関である「徳島財務事務所」が「東部県税局」に名称変更された後でも、国の出先機関である「徳島財務事務所」には、日々数多くの「自動車税」等県税市民税等の問い合わせが後を絶たないことから、「地域連携」に取り組むに際し、先ずは国の出先機関としての知名度向上が必要と判断した、同事務所内の若手中心のプロジェクトチームから「ゆるキャラ」の活用が提案されたもの。
地域連携に取り組む同事務所の知名度向上のため、2012年6月に職員内で募集され、25件の応募（うち24件は同一の職員によるもの）があり、総務課の予備選考で6件を選出し、同事務所全職員による総選挙ですだちポンが8月に決定、10月30日公式発表し、翌日の徳島新聞に掲載された。

## 使用場所
主に同事務所が作成する広報用資料から職員の名刺などに多種多様に使用されている。配布用チラシとしては次の通り。
- 無料出前講座について（2012年11月）
- 合同宿舎の「子ども110番の家」への登録について（2012年12月）
- 災害時における金融上の措置について（2012年12月）
- 未公開株詐欺の啓発について（2012年12月）
- 合同宿舎の「津波一時避難ビル」への登録について（2012年1月）

徳島財務事務所の公式Facebookページでは、スポークスマンとして活躍している。
すだちポン自身は、密かに徳島県内にある公共施設や、非営利団体、徳島県に関連したイベントにて、コラボできるチャンスをうかがっている。着ぐるみがないため、ゆるキャラグランプリや各種イベントに参加できない。

## プロフィール
- 名前：すだちポン
- 種目：ネコ目ミカン科
- 性別：たぶんオスだと思う
- 年齢：少なくとも未成年ではない
- 好物：竹ちくわ、唐揚、秋刀魚の塩焼き